# Franciaország a Junior Eurovíziós Dalfesztiválokon
Franciaország nyolc alkalommal vett részt a Junior Eurovíziós Dalfesztiválon.
A francia műsorsugárzó a France Télévisions, amely 1950 óta tagja az Európai Műsorsugárzók Uniójának, és 2004-ben csatlakozott a versenyhez.
Franciaország három alkalommal aratott győzelmet (2020, 2022, 2023).

## Története

### Évről évre
Franciaország verseny egyik legsikeresebb országa, mivel eddigi öt szereplésük alkalmával mindig a legjobb 10-ben végeztek. Először 2004-ben indultak a versenyen, ahol hatodik helyen végeztek. A jó eredmény ellenére az ország 2005-ben visszalépett a versenytől, és tizenhárom év kihagyás után, 2018-ban tértek csak vissza ahol Angélina megszerezte az ország addigi legjobb eredményényét Jamais sans toi című dalával, amely a 2. helyet jelentette. Egy évre rá Carla képviselte hazáját Bim bam toi című dalával, akit esélyesnek tartottak a győzelemre, de végül ötödik helyen végzett.

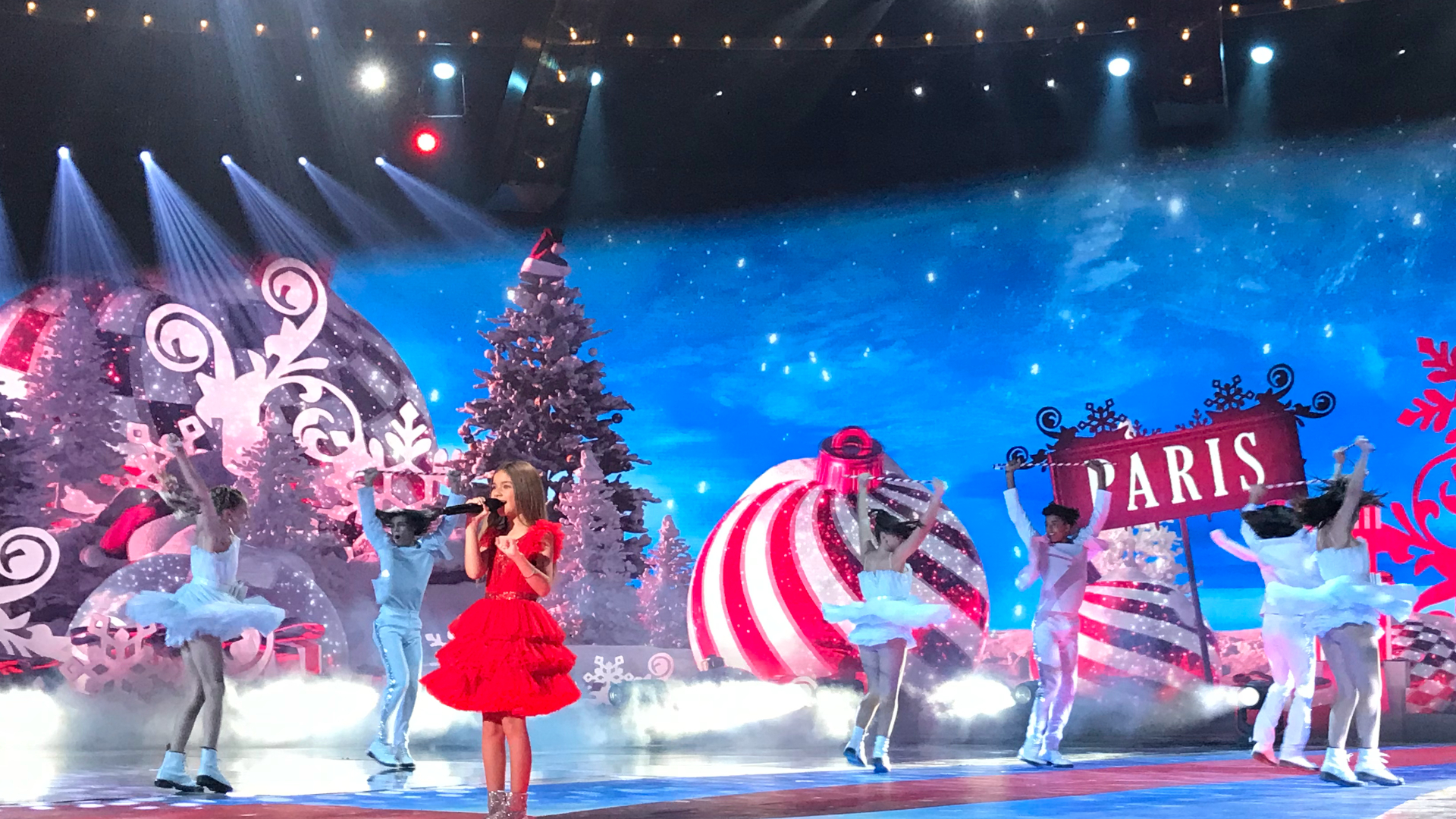
Valentina a hazai rendezésű 2021-es versenyen.

2020-ban első alkalommal, negyedik próbálkozásukkor nyerték meg a versenyt, Valentina, J’imagine című dalával. A versenyen összesen 200 pontot gyűjtöttek össze, a résztvevő országok zsűrijénél és az online szavazáson is első helyen végzett. A következő évben Párizs adott otthont a versenynek, ahol hazai pályán Enzonak sikerült ismét szép eredményt elérni, harmadik lett. 2022-ben Lissandro képviselte az országot, aki Oh Maman! című dalával megszerezte Franciaország második Junior Eurovíziós győzelmét. A döntőben a zsűri szavazást 132 ponttal megnyerték, míg az online szavazáson 71 pontot összegyűjtve a harmadik helyen végeztek, összesítésben 203 pontot szereztek, amely elegendő volt a verseny megnyeréséhez. 2023-ban ismét Franciaország adott otthont a dalfesztiválnak. A hazai rendezésű versenyen Zoé Clauzure képviselte a franciákat Cœur című dalával, amellyel győzelmet aratott Nizzában. Ez volt a második alkalom a gyermek dalverseny történetében, amikor ugyanaz az ország nyerte meg egymás után másodjára a versenyt. 2024-ben lemondtak a rendezés jogáról, Spanyolország vállalta át. A madridi versenyen negyedik helyezést értek el.

### Nyelvhasználat
Franciaország nyolc versenydala közül hét teljes egészében francia nyelvű volt, egy pedig angol és francia kevert nyelvű.
2018-ban daluk tartalmazott angol nyelvű részleteket, 2019-ben és 2022-ben pedig angol kifejezéseket.

## Résztvevők
| Év   | Előadó       | Dal                | Magyar fordítás          | Helyezés | Pontszám |
| ---- | ------------ | ------------------ | ------------------------ | -------- | -------- |
| 2004 | Thomas       | Si on voulait bien | Ha valóban akartuk volna | 6.       | 90       |
|      |              |                    |                          |          |          |
| 2018 | Angélina     | Jamais sans toi    | Soha nélküled            | 2.       | 203      |
| 2019 | Carla        | Bim bam toi        | Bim-bam te               | 5.       | 169      |
| 2020 | Valentina    | J’imagine          | Elképzelem               | 1.       | 200      |
| 2021 | Enzo         | Tic Tac            | Tik-tak                  | 3.       | 187      |
| 2022 | Lissandro    | Oh Maman!          | Ó anya!                  | 1.       | 203      |
| 2023 | Zoé Clauzure | Cœur               | Szív                     | 1.       | 228      |
| 2024 | Titouan      | Comme ci, comme ça | Így vagy úgy             | 4.       | 177      |
| 2025 |              |                    |                          |          |          |

## Szavazástörténet

### 2004–2024
| Hely | Ország          | Pont |
| ---- | --------------- | ---- |
| 1.   | Örményország    | 54   |
| 2.   | Spanyolország   | 43   |
| 3.   | Grúzia          | 40   |
| 4.   | Lengyelország   | 27   |
| 5.   | Olaszország     | 27   |
| 6.   | Hollandia       | 25   |
| 7.   | Ukrajna         | 25   |
| 8.   | Málta           | 22   |
| 9.   | Észak-Macedónia | 22   |
| 10.  | Albánia         | 19   |

| Hely | Ország        | Pont |
| ---- | ------------- | ---- |
| 1.   | Hollandia     | 80   |
| 2.   | Málta         | 52   |
| 3.   | Spanyolország | 49   |
| 4.   | Albánia       | 47   |
| 5.   | Írország      | 45   |
| 6.   | Grúzia        | 45   |
| 7.   | Portugália    | 45   |
| 8.   | Szerbia       | 44   |
| 9.   | Örményország  | 42   |
| 10.  | Olaszország   | 40   |

Franciaország még sosem adott pontot a döntőben a következő országoknak: Azerbajdzsán, Bulgária, Ciprus, Lettország, Norvégia, Svájc, Svédország, Wales

## Rendezések

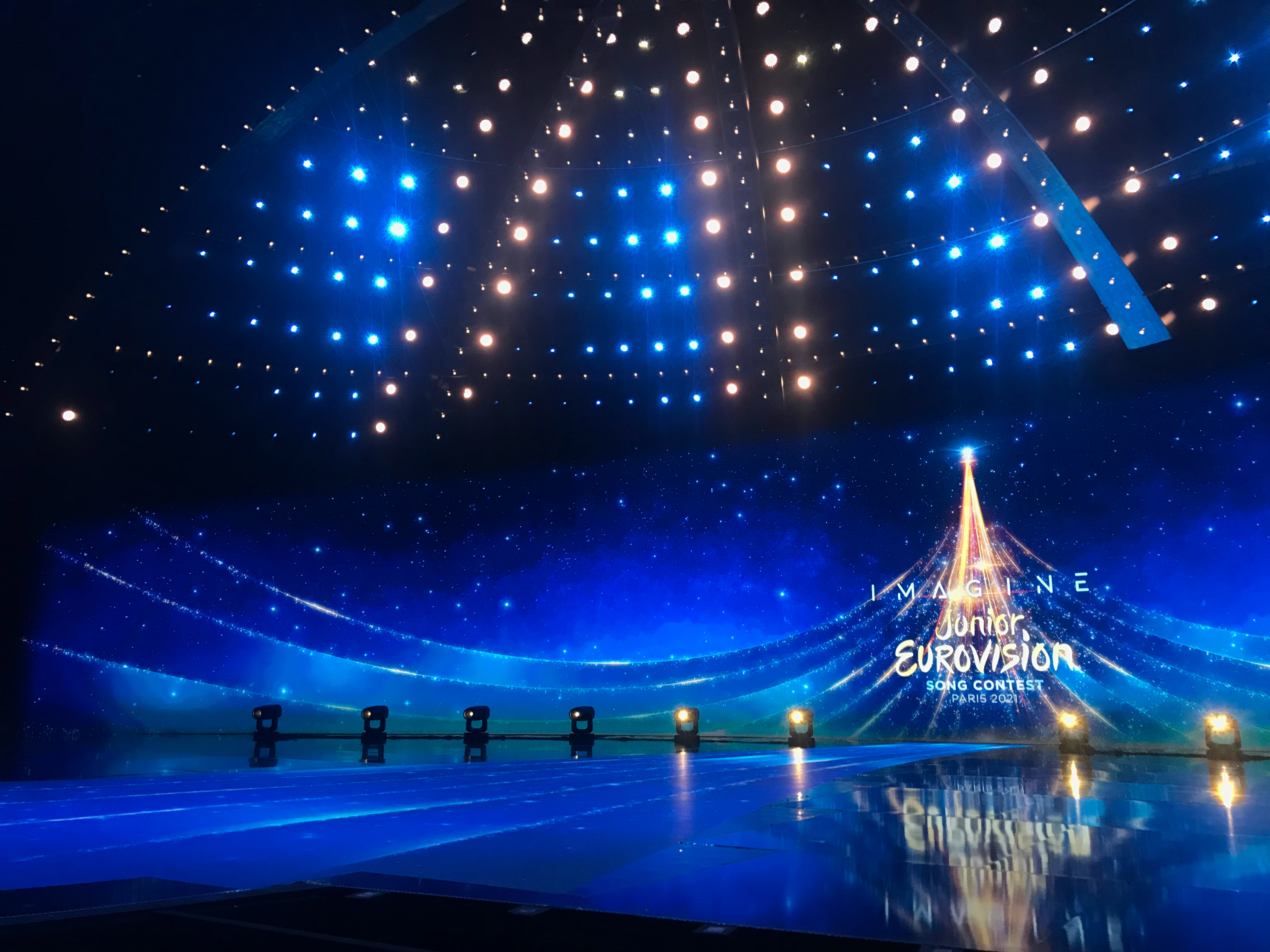
A 2021-es párizsi Junior Eurovízió színpada

2020-as győzelmük után nem sokkal, december 9-én a France Télévisions bejelentette, hogy a következő évben Franciaország ad otthont a dalversenynek. Az ország 21 évvel korábban rendezett utoljára eurovíziós eseményt, az 1999-es Fiatal Táncosok Eurovízióját Lyonban. A pontos helyszínt 2021. május 20-án jelentették be a 2021-es Eurovíziós Dalfesztivál második elődöntője előtti sajtótájékoztatón. Ugyanekkor ismertették a dalfesztivál hivatalos szlogenjét is, mely Imagine (magyarul: Képzeld el) lett, utalva ezzel Valentina előző évi győztes dalára, melynek címe J'imagine (magyarul: Elképzelem) volt. A verseny hivatalos logóját augusztus 24-én mutatták be, melynek három alapmotívuma van: a párizsi Eiffel-torony, a karácsonyfa, és az elképzelést jelképező csillag.
A 2021-es verseny pontos helyszíne a 6 000 fő befogadására alkalmas La Seine Musicale volt, amit a Szajna Ile Seguin szigetén alakítottak ki. 2021. november 30-án kiderült, hogy a korábbiakban Cannes és Nizza, valamint Párizs egy másik sportkomplexuma is a pályázó helyszínek között volt.
A dalfesztivál műsorvezetőit 2021. október 17-én jelentették be Carla Lazzari, Élodie Gossuin és Oliver Minne személyében. Ez volt a ötödik alkalom, hogy három házigazdája volt a műsornak, továbbá a verseny történetében negyedjére fordult elő, hogy a dalfesztivál egy korábbi versenyzője műsorvezetői feladatokat látott el. Carla a 2019-es versenyen képviselte Franciaországot a Bim bam toi című dallal.

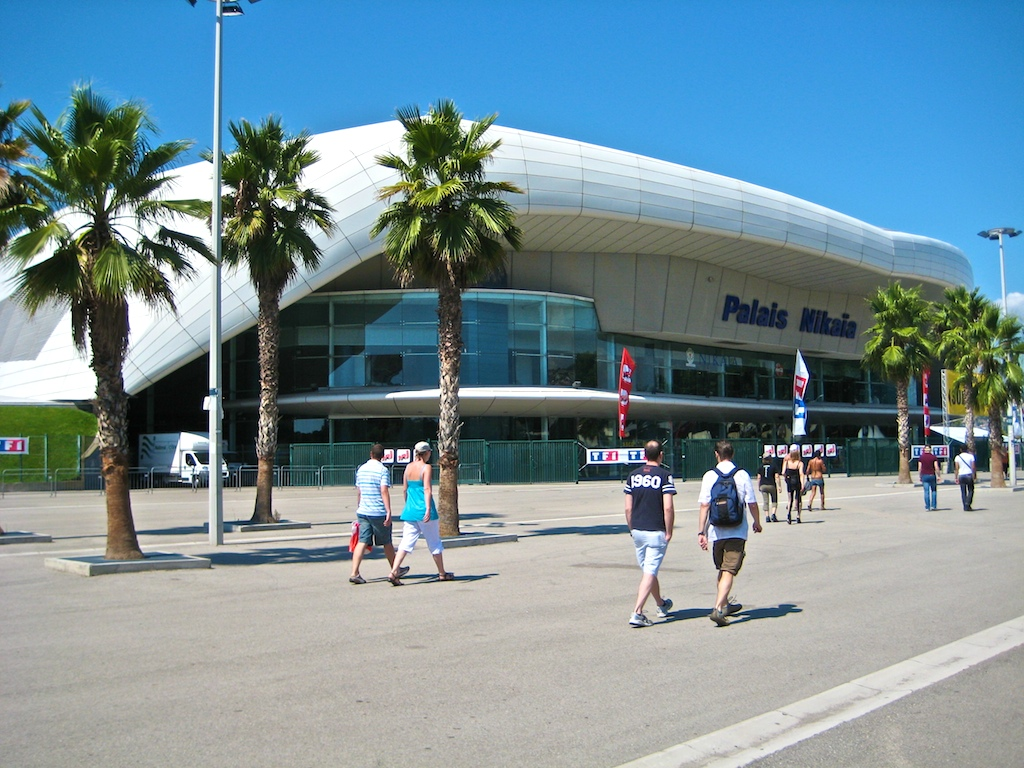
A 2023-as verseny helyszíne, a Palais Nikaïa

A következő évben Franciaország ismét megnyerte a dalversenyt, így 2023-ban ismét az országban rendezik meg a versenyt, ezúttal Nizzában.
| Év   | Város  | Helyszín          | Műsorvezetők                                | Résztvevők |
| ---- | ------ | ----------------- | ------------------------------------------- | ---------- |
| 2021 | Párizs | La Seine Musicale | Carla Lazzari, Élodie Gossuin, Oliver Minne | 19         |
| 2023 | Nizza  | Palais Nikaïa     | Laury Thilleman, Oliver Minne               | 16         |

## Háttér
| Év        | Rendező                                          | Kommentátor                                      | Pontbejelentő                                    |
| --------- | ------------------------------------------------ | ------------------------------------------------ | ------------------------------------------------ |
| 2004      | Lillehammer                                      | Elsa Fayer és Bruno Berberes                     | Gabrielle                                        |
| 2005–2017 | Nem vettek részt és nem közvetítették a versenyt | Nem vettek részt és nem közvetítették a versenyt | Nem vettek részt és nem közvetítették a versenyt |
| 2018      | Minszk                                           | Stéphane Bern és Madame Monsieur                 | Lubava Marchuk és Daniil Rotenko                 |
| 2019      | Gliwice                                          | Stéphane Bern és Sandy Héribert                  | Karolina                                         |
| 2020      | Varsó                                            | Stéphane Bern és Carla                           | Nathan Laface                                    |
| 2021      | Párizs                                           | Stéphane Bern és Laurence Boccolini              | Angélina                                         |
| 2022      | Jereván                                          | Stéphane Bern és Carla                           | Valentina                                        |
| 2023      | Nizza                                            | Stéphane Bern és Carla                           | Enzo                                             |
| 2024      | Madrid                                           | Stéphane Bern és Valentina                       | Lissandro                                        |
| 2025      | Tbiliszi                                         |                                                  |                                                  |

## Galéria

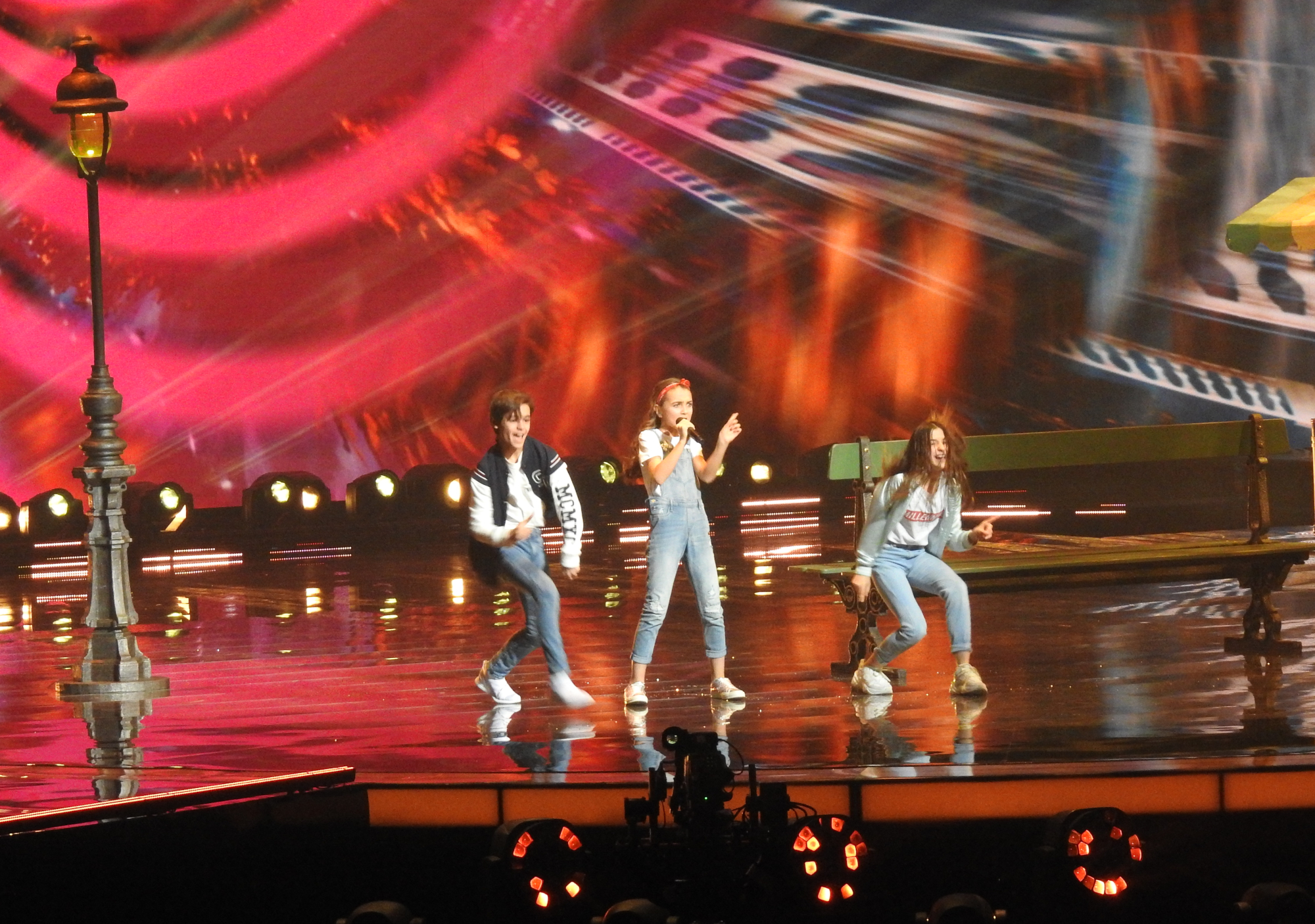
Angélina Minszkben (2018)
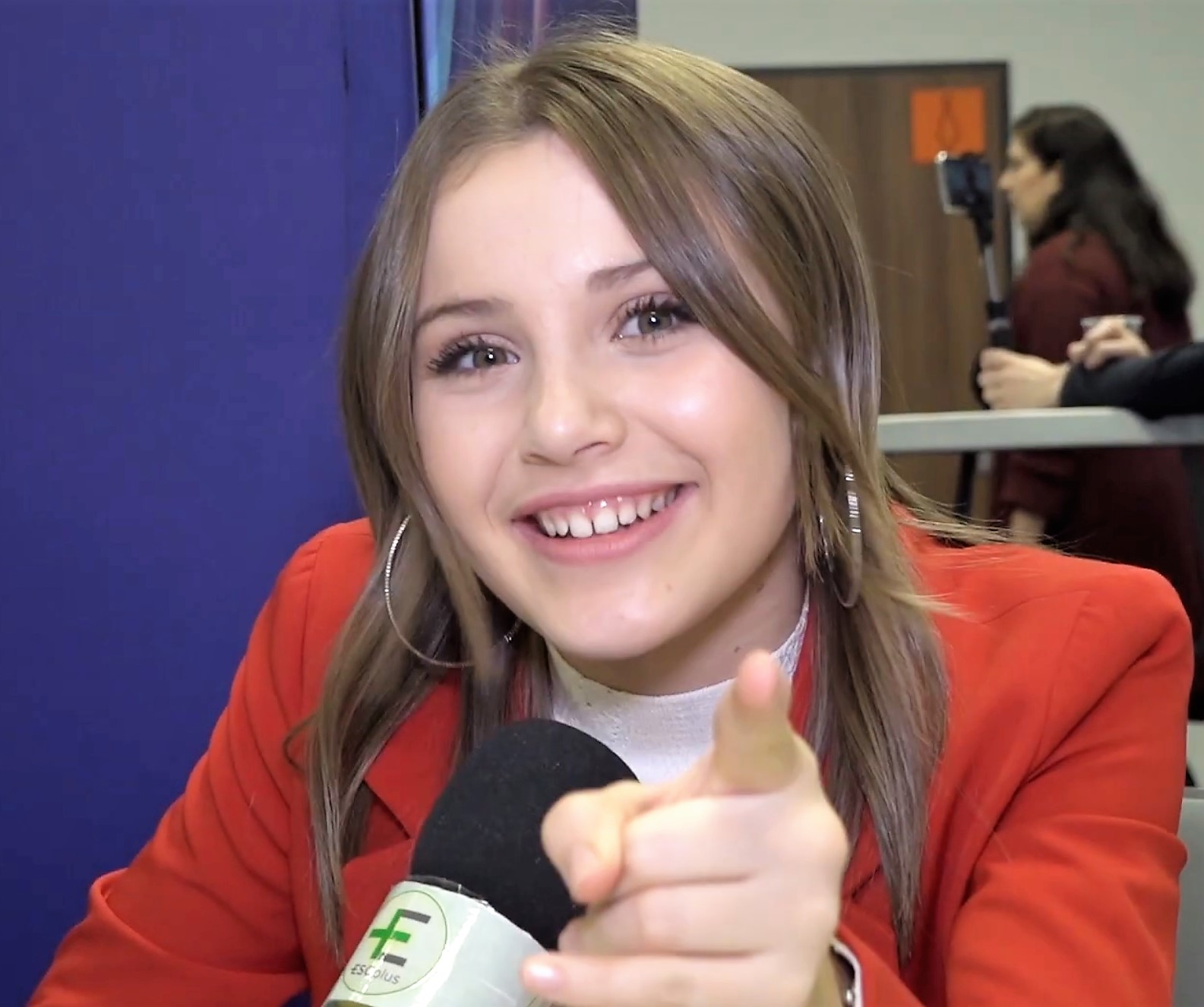
Carla Gliwicében (2019)
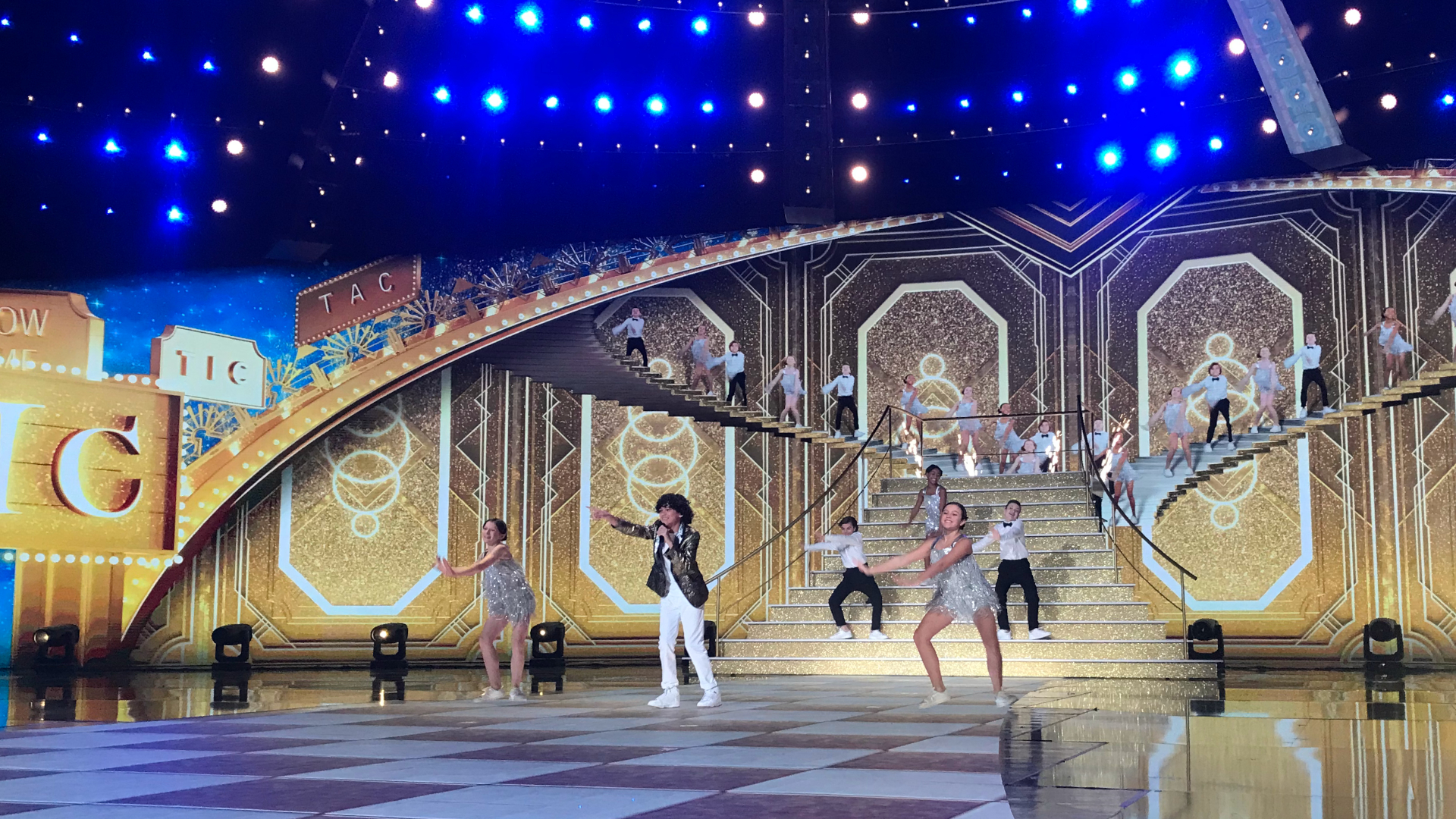
Enzo Párizsban (2021)
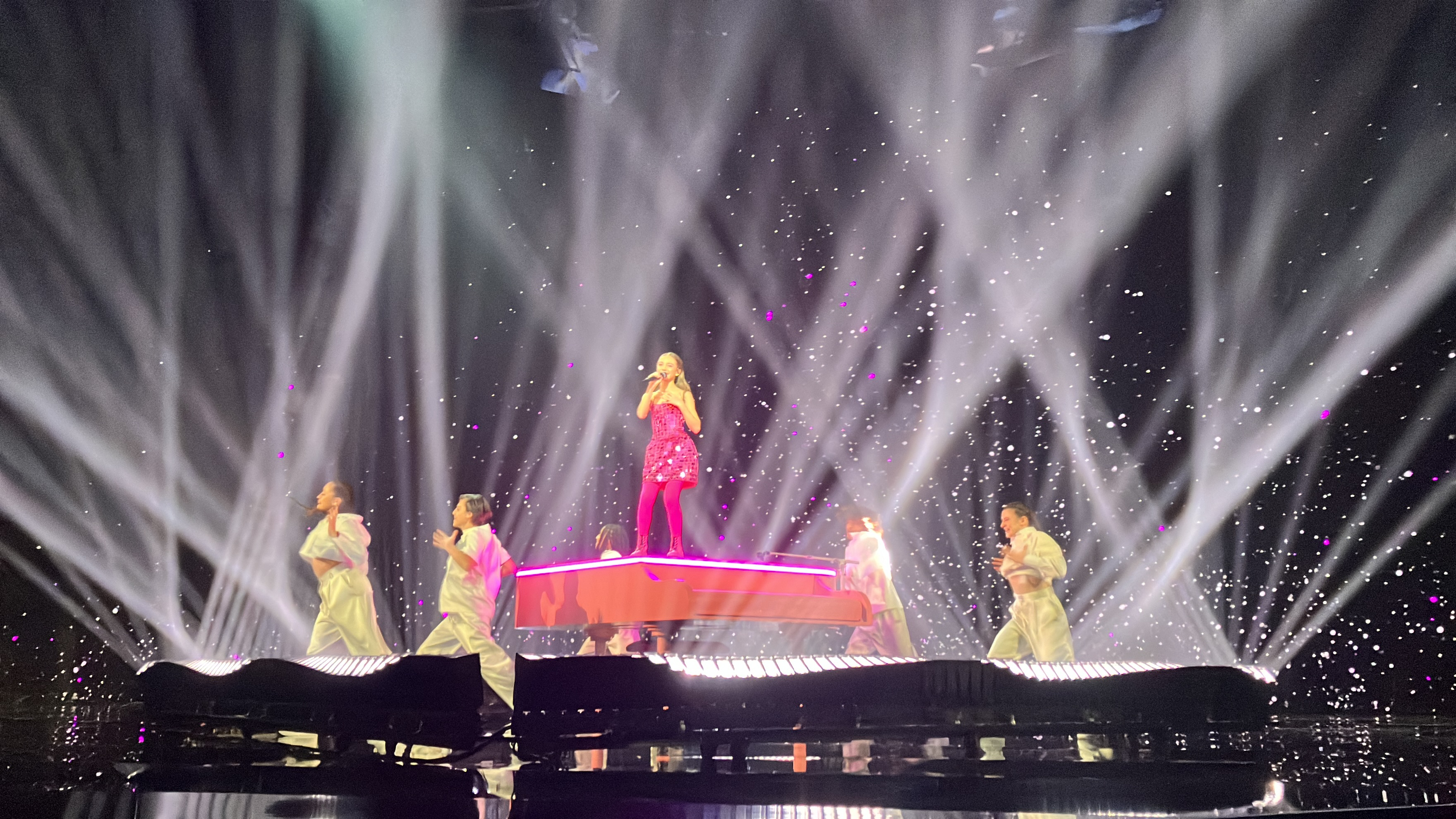
Zoé Clauzure Nizzában (2023)

## Lásd még
- Franciaország az Eurovíziós Dalfesztiválokon
- 2021-es Junior Eurovíziós Dalfesztivál
- 2023-as Junior Eurovíziós Dalfesztivál

## További információ
- Franciaország profilja a junioreurovision.tv-n